# Plein fer
Pour plus de détails, voir Fiche technique et Distribution.
Plein fer est un film dramatique français réalisé par Josée Dayan, sorti en 1990.
Plein fer nous raconte l'histoire du jeune Jean, missionné dès son plus jeune âge par son grand-père Emilio, de venger la mort mystérieuse de son père en s'entraînant dur à la pétanque. C'est dans cet univers que les magouilles et passions s'enchaînent. Jean finit par trouver la cible à battre : Casino, un prodige de la pétanque et bouliste mercenaire travaillant pour Fabiani, politicien véreux lié au meurtre du père de Jean.

## Synopsis
Le film débute par une séquence pré-générique nous montrant un enfant rentrant chez lui la nuit et qui tombe sur le cadavre de son père, pendu au plafond avec une corde.
Après le générique, le film nous montre le personnage de Jean en train de faire un jogging dans une mine à ciel ouvert. S'ensuit une scène où son exposés le meilleur ami de Jean, puis sa petite amie Sarah et enfin son grand-père paternel Emilio. On y apprend que Jean ne peut pas porter le nom de son père (Turini) car Emilio, pour une raison inconnu, ne veut pas. Jean porte donc le nom de sa mère. Par la suite, Emilio décide de donner à Jean le jeu de pétanque de son père, Antoine Turini, un champion de pétanque. Jeu avec le nom d'Antoine Turini gravé dessus. On y apprend à se moment que Jean a été envoyé par son grand-père dans le nord de la France pendant plusieurs années par son grand-père après la mort d'Antoine, toujours pour une raison inconnue. C'est Emilio qui l'a ensuite fait revenir chez lui pour lui faire participer à un tournoi de pétanque.
Le film nous montre par la suite M. Fabiani, accompagné de M. Sabatier, son chargé de communication.
Nous découvrons ensuite qu'Emilio a organisé un tournoi de pétanque entre M. Casino, un champion de pétanque et un autre joueur. Pendant le tournoi, on découvre que l'une des boule est truquée. Le tricheur finit avec les doigts écrasés avec sa propre boule.
Jean déclare alors à son grand-père qu'il ne veut pas jouer à un jeu où les gens finissent avec les doigts écrasés. Emilio finit par avouer à Jean que son père ne s'est pas suicidé, mais qu'il a été assassiné.
Pendant ce temps, Casino va voir Fabiani. On y apprend que Casino travaille pour le compte de Fabiani, qui gagne beaucoup d'argent avec les paris des matchs.
Jean ayant découvert la vérité sur Casino, décide de le battre à la pétanque, mais est victime d'un accident alors qu'il manipule un grue dans la mine. il finit avec le bras droit emplâtré. Néanmoins, il décide de défier Casino de le battre à la pétanque avec sa main gauche. Casino accepte. Bien que le match soit gagné par Jean, Casino révèle à Sabatier qu'il a fait exprès de perdre pour faire monter le montant des paris.
Dans une scène suivante, on apprend que Jean est un employé de Fabiani, le propriétaire de la mine.
Le lendemain, le match a lieu et c'est finalement Casino qui gagne. Mais Jean révèle à son grand-père qu'il avait fait exprès de perdre.
À la suivante, on apprend que c'est Fabiani qui a fait assassiné Antoine.
Finalement, le match final entre Jean et Casino a lieu. Alors que Jean est sur le point de gagner, Fabiani fait encore monter les paris en mettant la mine en jeu. Jean brise alors son plâtre et commence à jouer de la main droite remportant alors la partie. Jean peut alors enfin porter le nom de son père.

## Production
Le film est une adaptation du roman éponyme de Serge Martina.

## Accueil
Le film semble s'être contenté d'une sortie cinéma et de quelques passages sur petit écran.

### Critique
D'après Nanarland :
c'est Game of Thrones sans les dragons, l'action, le sang, la nudité féminine, les paysages, les dialogues, le charisme, etc.
D'après SensCritique :
Nul besoin de tergiverser, cet improbable film s’avère redoutablement chiant et insipide. Entre les magouilles et les entourloupes (un fada qui truque le jeu avec des boules bourrées de coton et de mercure) et le côté nihiliste et dépressif qui collent à l’intrigue, ainsi qu’à l’ensemble des personnages.

## Fiche technique
- Titre français : Plein fer
- Réalisation : Josée Dayan
- Scénario : Vincent Lambert et Marc Princi, d'après le roman de Serge Martina
- Musique : Roland Romanelli
- Direction artistique :
- Décors :
- Costumes :
- Photographie : André Domage
- Son :
- Montage :
- Production : Monique Annaud et Roger Baltzer
- Société de production :
- Société de distribution :
- Budget :
- Pays de production : France
- Langue originale :
- Format :
- Genre : drame
- Durée : 95 minutes
- Date de sortie : 
  - France : 26 septembre 1990
- Classification :

## Distribution
- Serge Reggiani : Emilio
- François Négret : Jean
- Jean-Pierre Bisson : Casino
- Patrick Bouchitey : Sabatier
- Julien Guiomar : Fabiani
- Jean-Paul Roussillon : Napoléon
- Olivier Martinez : Pascal
- Aurélie Gibert : Sarah
- Bernadette Lafont : La femme blonde
- Eric Averlant
- Pierre Berthelot
- Serge Martina
- Jean Panisse
- Robert Ripa : Léon

## Anecdotes
Bien que ce soit le thème central du film, le mot "pétanque" n'est jamais prononcé une seule fois dans les dialogues.